# Offenbach an der Queich

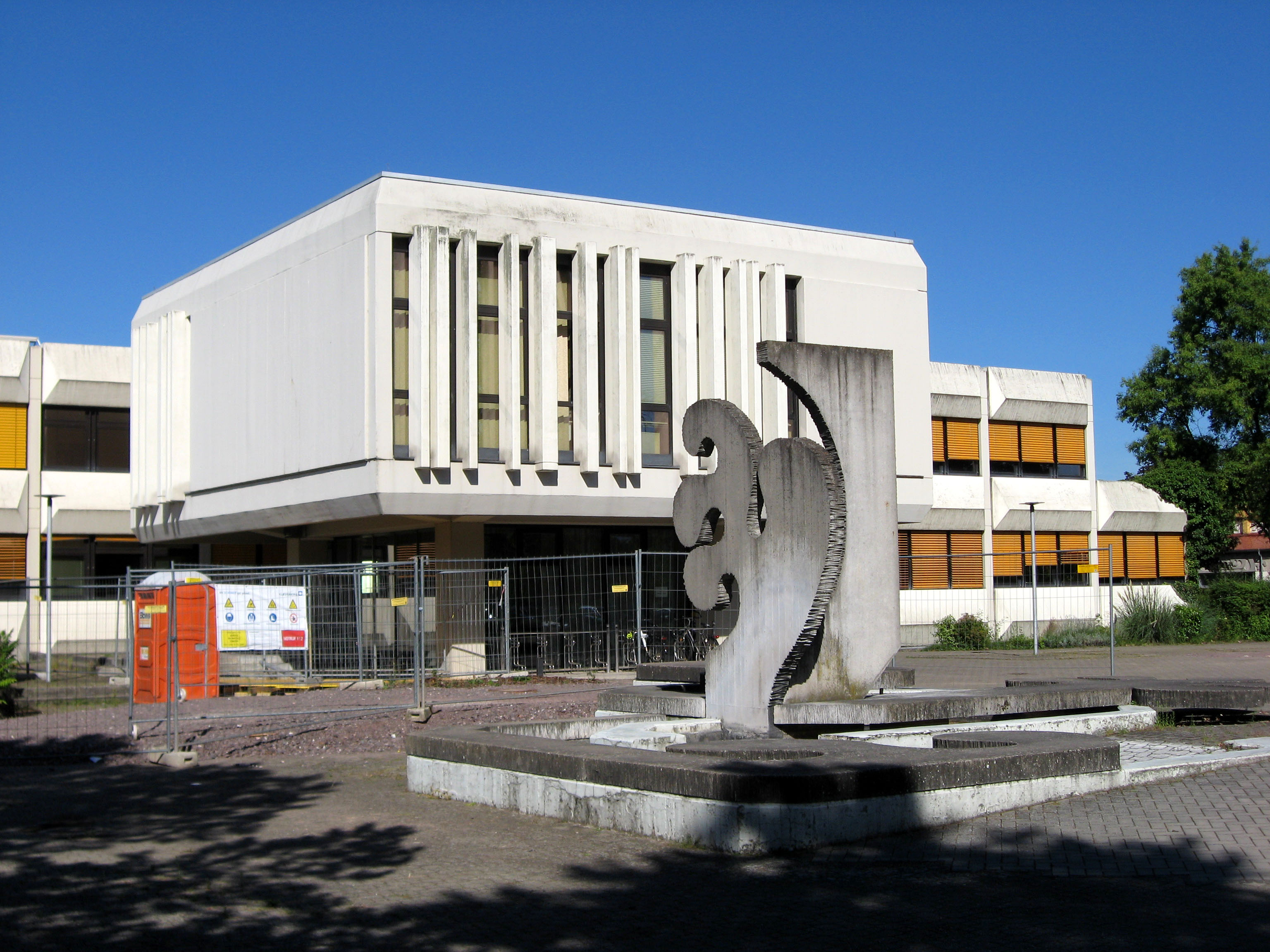
Rathaus (2016)

Offenbach an der Queich ist eine Ortsgemeinde im Landkreis Südliche Weinstraße in Rheinland-Pfalz. Sie ist Verwaltungssitz der Verbandsgemeinde Offenbach an der Queich, der sie auch angehört. Offenbach an der Queich ist gemäß Landesplanung als Grundzentrum ausgewiesen.

## Geographie
Die Gemeinde liegt im Tal der Queich, drei Kilometer östlich von Landau in der Pfalz. Zu Offenbach an der Queich gehört auch der Wohnplatz Neumühle.

## Geschichte
Urkundlich wird Offenbach bereits im Jahre 784 erwähnt, als Warandus dem neu gegründeten Kloster Lorsch an der Bergstraße aus seinen Gütern eine Schenkung machte.
Am 22. März 1945 verlief die Front zwischen dem XII. SS-Korps und den vorrückenden US-Truppen nahe Offenbach. Herxheim war zur Festung erklärt worden und lag am 22./23. März unter Artilleriebeschuss. Am späten Abend des 23. März wurde Herxheim von einem US-Panzerverband besetzt, ab 3:30 Uhr des nächsten Tages wurde Offenbach eingenommen.

### Konfessionsstatistik
Ende des Jahres 2013 waren 46,6 % der Einwohner als katholisch und 31,2 % als evangelisch gemeldet. Der Anteil der Katholiken und Protestanten an der Gesamtbevölkerung ist seitdem gesunken. Ende Mai 2025 hatten 33,9 % der Einwohner die katholische Konfession und 25,6 % die evangelische. 40,5 % gehörten entweder einer anderen Glaubensgemeinschaft an oder waren konfessionslos.

## Politik

### Gemeinderat
Der Gemeinderat in Offenbach besteht aus 22 Ratsmitgliedern, die bei der Kommunalwahl am 9. Juni 2024 in einer personalisierten Verhältniswahl gewählt wurden, und dem ehrenamtlichen Ortsbürgermeister als Vorsitzendem.
Die Sitzverteilung im Gemeinderat:
| Wahl | SPD | CDU | FDP | FWG * | OBL * | Gesamt   |
| ---- | --- | --- | --- | ----- | ----- | -------- |
| 2024 | 4   | 7   | –   | 9     | 2     | 22 Sitze |
| 2019 | 6   | 7   | –   | 7     | 2     | 22 Sitze |
| 2014 | 7   | 8   | –   | 5     | 2     | 22 Sitze |
| 2009 | 6   | 7   | 2   | 5     | 2     | 22 Sitze |
| 2004 | 6   | 8   | 2   | 6     | –     | 22 Sitze |

### Bürgermeister
Simon Wingerter (FWG) wurde am 10. Juli 2024 Ortsbürgermeister von Offenbach an der Queich. Bei der Direktwahl am 9. Juni 2024 war er mit einem Stimmenanteil von 68,8 % gewählt worden.
Wingerters Vorgänger Axel Wassyl (parteilos) hatte das Amt 2004 übernommen. Nach zwanzig Jahren Amtszeit war er zur Wahl 2024 nicht erneut angetreten.

### Wappen
| Wappen von Offenbach an der Queich | Blasonierung: „In Rot ein schwebender silberner Pfahl, belegt mit einem goldenen Ring.“               |
| Wappen von Offenbach an der Queich | Es wurde 1956 vom Mainzer Innenministerium genehmigt und geht zurück auf ein Gerichtssiegel von 1761. |

## Kultur und Sehenswürdigkeiten

### Bauwerke

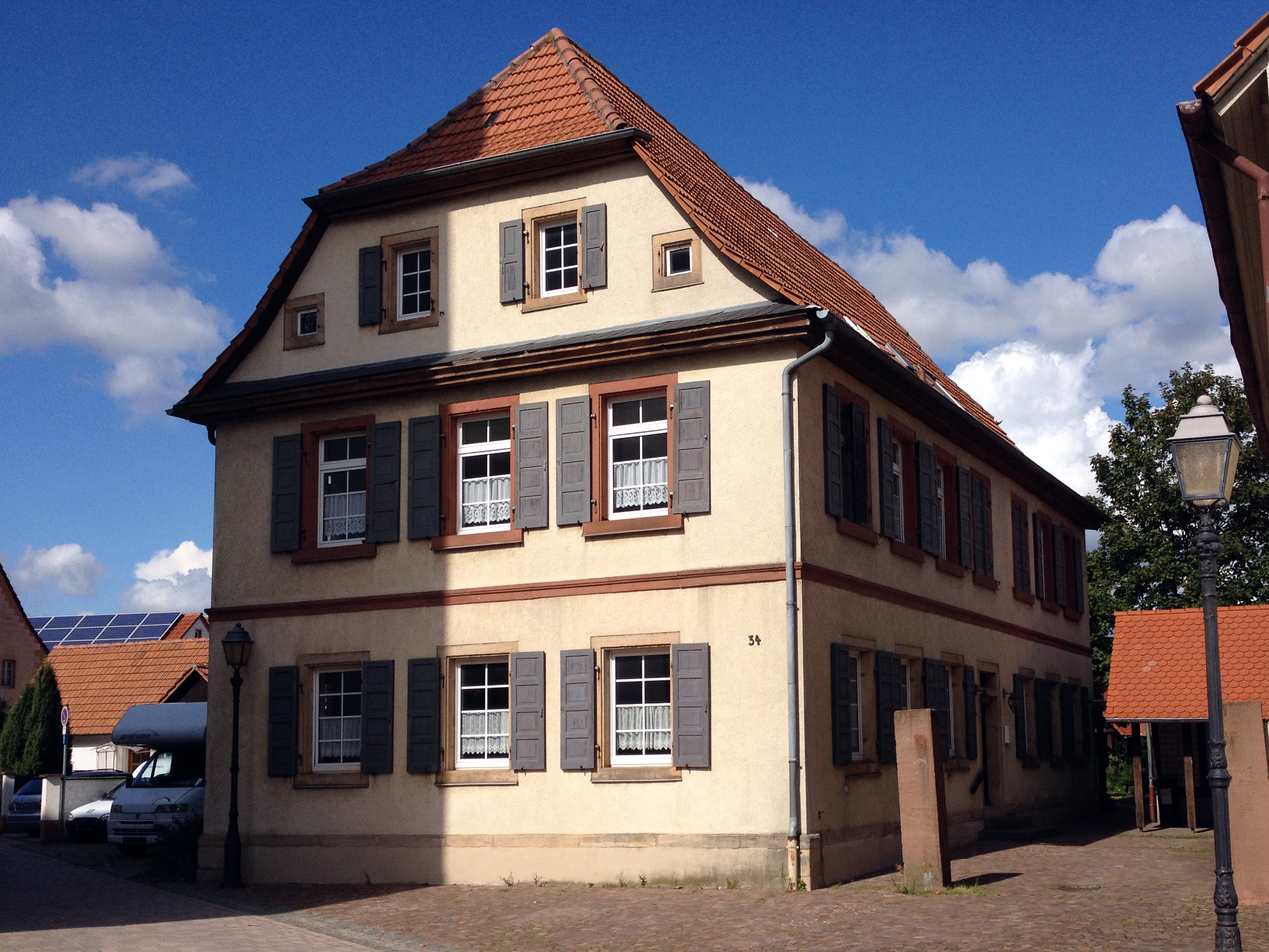
Ehemalige katholische Schule
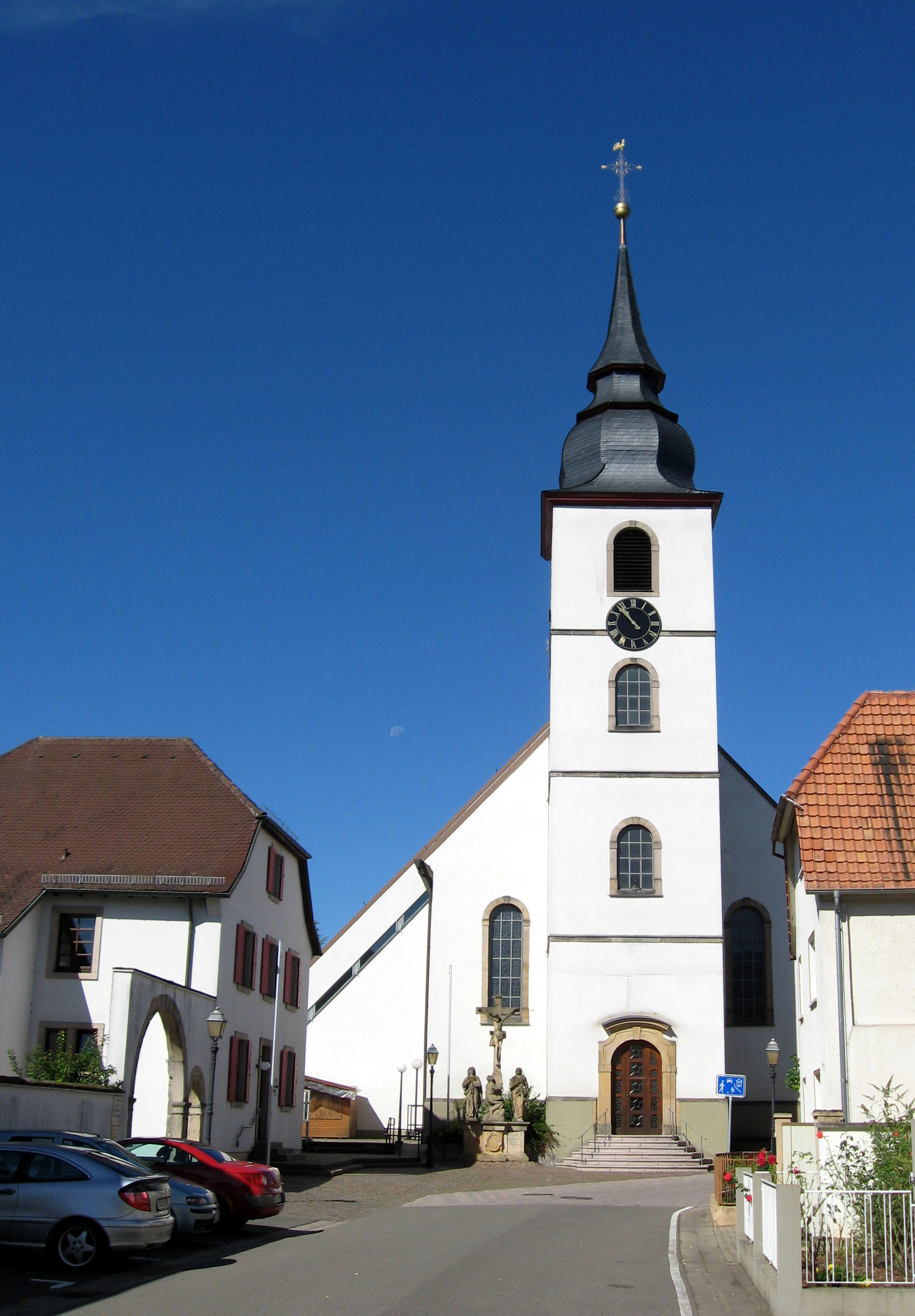
Katholische Pfarrkirche St. Josef
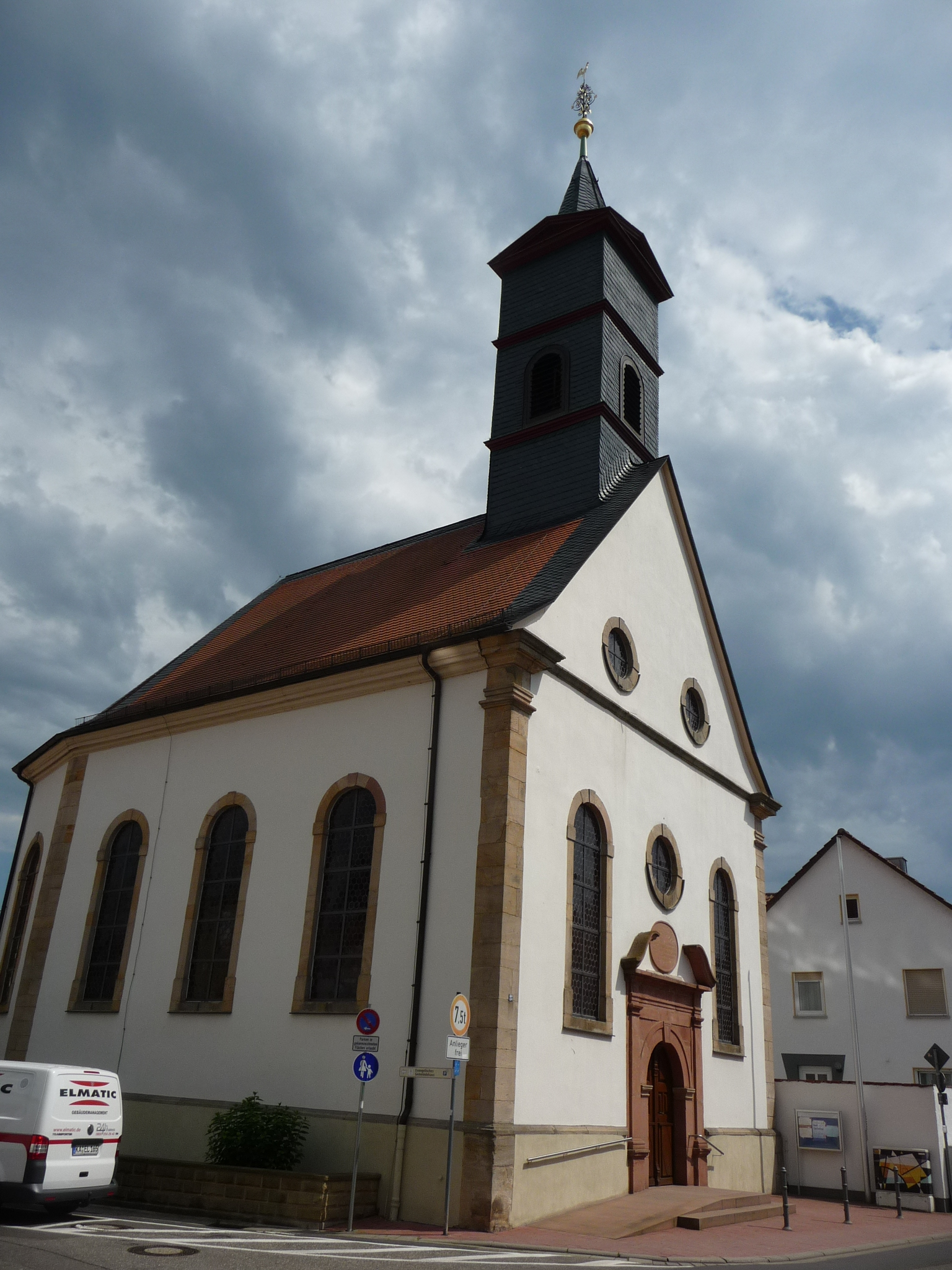
Evangelische Kirche
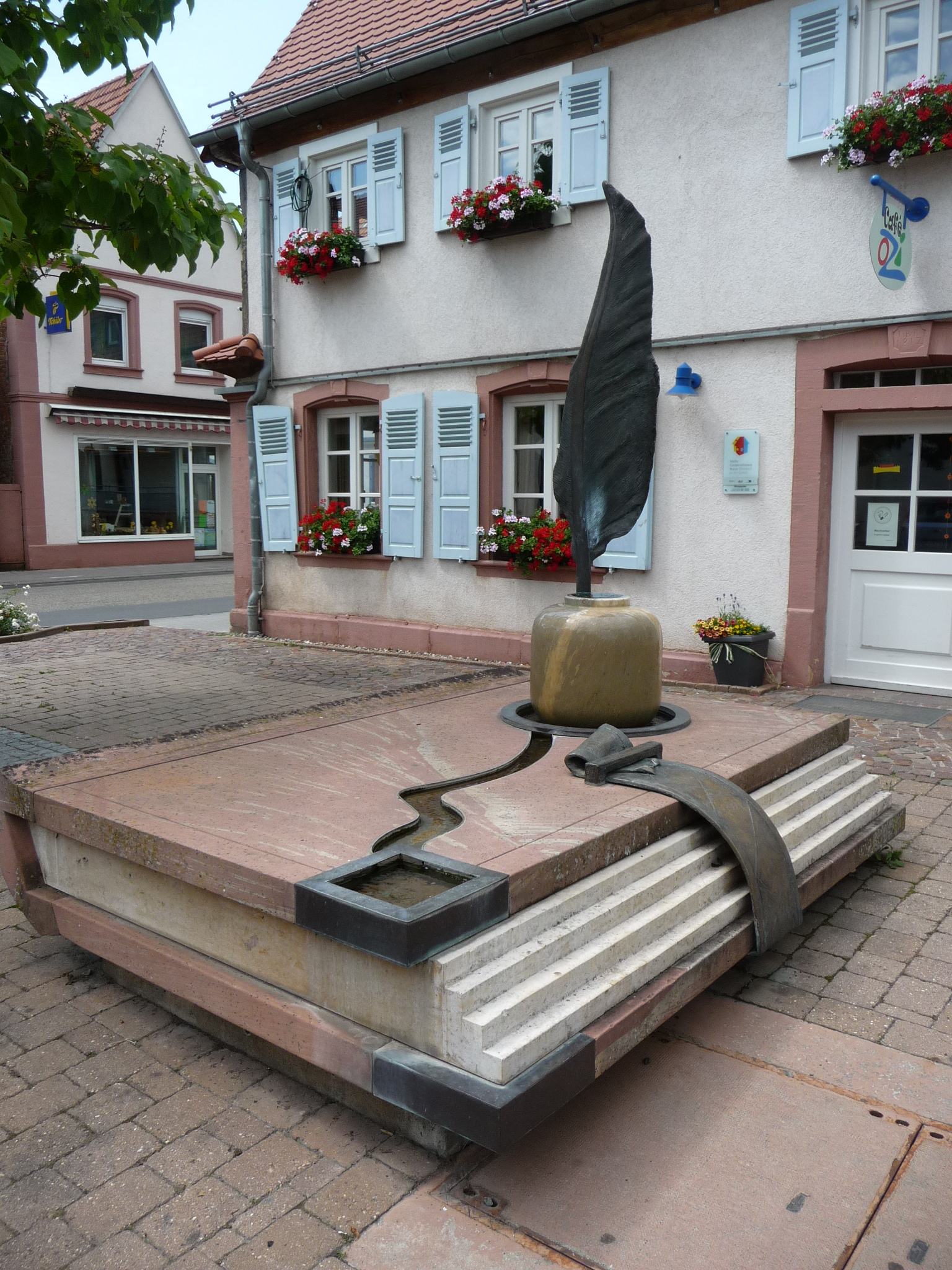
Mehrgenerationenhaus
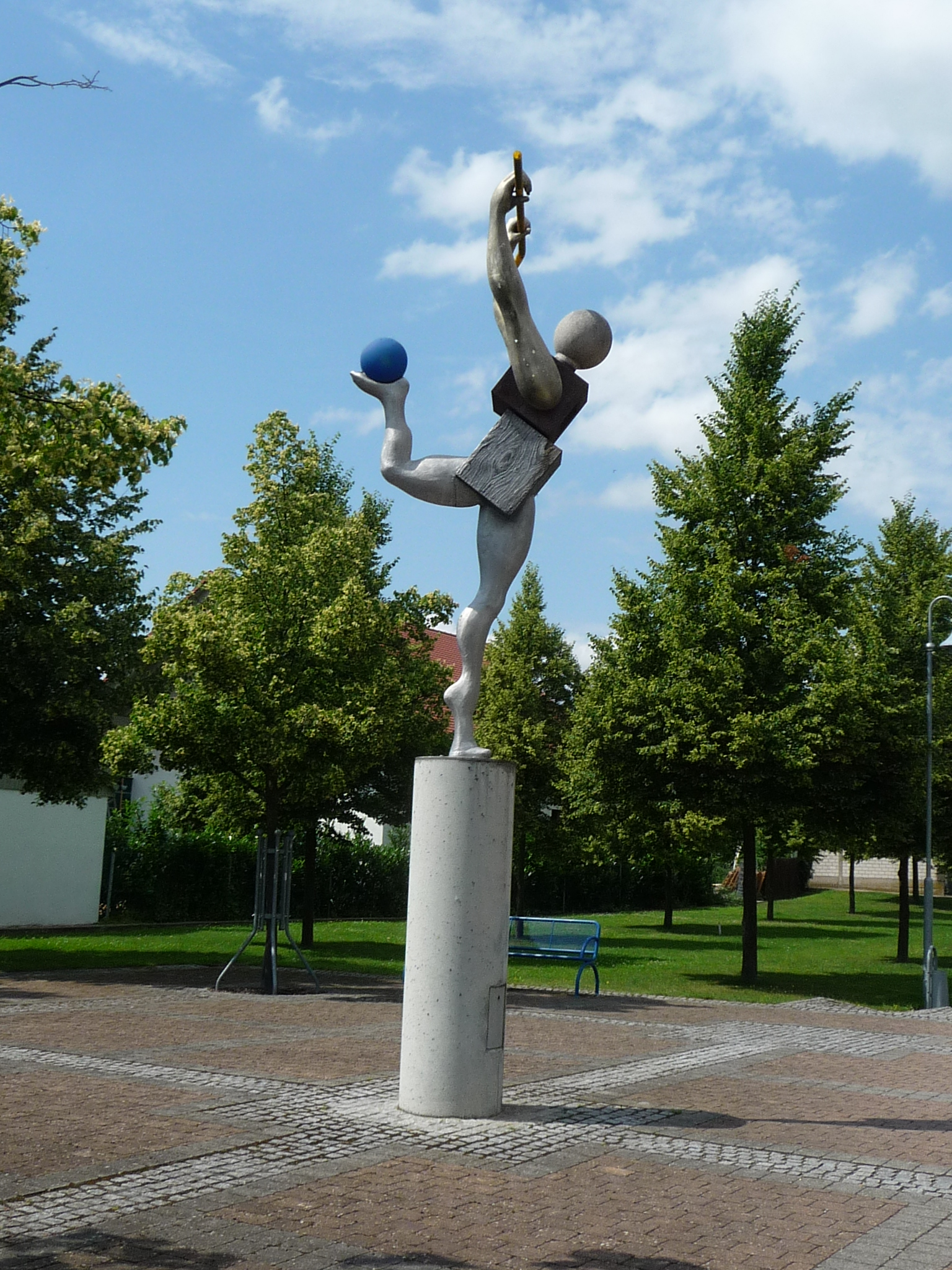
Denkmal
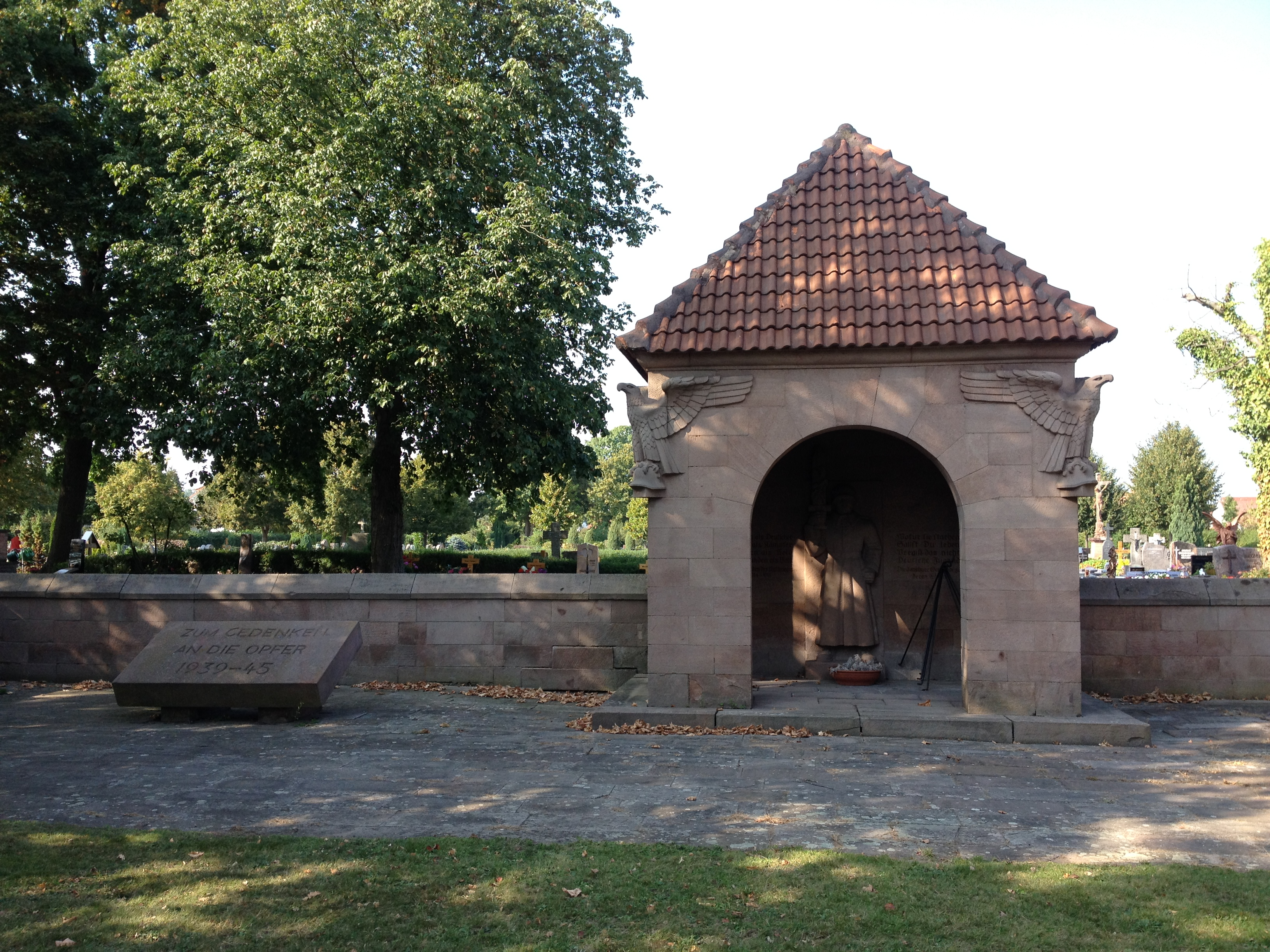
Kriegerdenkmal

Siehe auch: Liste der Kulturdenkmäler in Offenbach an der Queich

### Museen
- Queichtalmuseum

### Sport
- Sportverein: Der TV 1886 Offenbach e. V. ist ein Mehrspartensportverein,  der die Sportarten Handball, Leichtathletik, Tischtennis und Turnen anbietet.

## Wirtschaft und Infrastruktur
In Offenbach an der Queich betreibt der Wellpappenhersteller Progroup mit Sitz in Landau ein großes Wellpappwerk. Im Jahr 1991 wurde das erste Wellpappwerk des Unternehmens im Ort eröffnet, dieses wurde 2007 stillgelegt. Zum gleichen Zeitpunkt nahm ein neues Werk in der direkten Nähe seinen Betrieb auf. Dieses war zum Zeitpunkt der Inbetriebnahme das europaweit größte Wellpappwerk für schwere Wellpappe.
In Offenbach unterhält der Daimler-Konzern einen Außenstandort des Global Logistics Centers in Germersheim.

### Behörden
Als Sitz der Verbandsgemeinde beherbergt Offenbach an der Queich auch deren Verwaltung.

### Verkehr
Vom 1. Dezember 1898 bis 24. September 1983 hatte Offenbach einen Bahnhaltepunkt der Bahnstrecke Landau–Herxheim.

## Persönlichkeiten

### Söhne und Töchter der Gemeinde
- Franz Matt (1860–1929), Jurist und Politiker (BVP), bayerischer Kultusminister sowie stellvertretender Ministerpräsident
- Hermann Platz (1880–1945), Romanist, Autor und Kulturphilosoph
- Peter Lerch (* 1954), Politiker (CDU)
- Patrick Moster (* 1967), Radsportler

### Persönlichkeiten, die mit Offenbach verbunden sind
- Johann Valentin Metz (1745–1829), katholischer Priester, erster Dompropst und Generalvikar der 1818 neu errichteten Diözese Speyer; 1803 bis 1821 Pfarrer von Offenbach
- Herbert Waldenberger (1935–2017), von 1975 bis 1996 Geschäftsführer der ortsansässigen Südpfalzwerkstatt für Behinderte